# 荆公路街道
荆公路街道，是中国江西省抚州市临川区所辖的一个街道。

## 行政区划
荆公路街道下辖以下村级行政区划单位
荆公路社区、清风门路社区、穆堂路社区、五皇殿社区和三元楼社区。